# Super Bowl

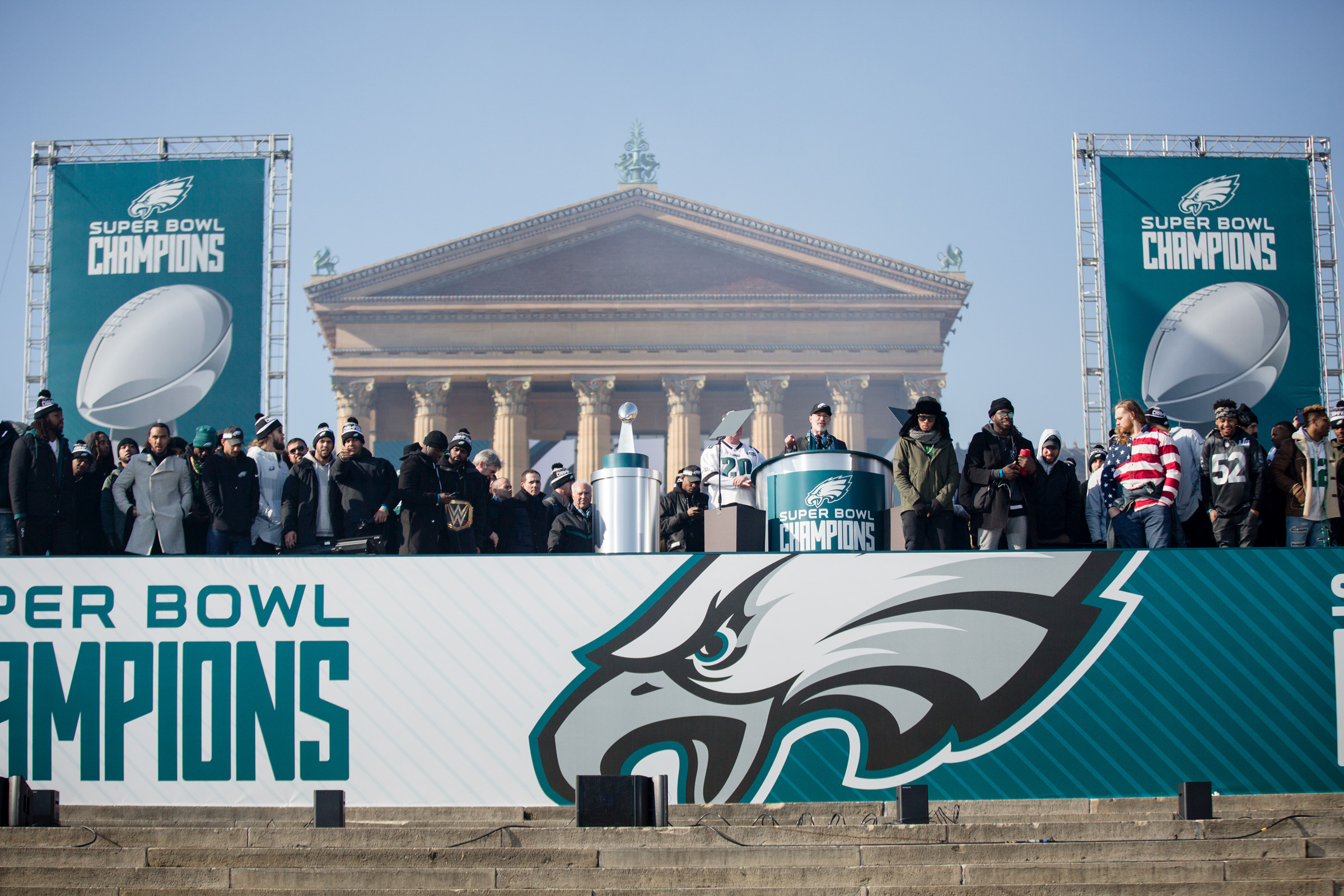
Lễ trao Cúp Vince Lombardi tại Super Bowl LII (2018)

Siêu cúp Bóng bầu dục Mỹ (tiếng Anh: Super Bowl) là trận đấu loại trực tiếp cuối cùng và là trận tranh chức vô địch hằng năm của Giải Bóng bầu dục Quốc gia (National Football League – NFL) để tìm ra nhà vô địch của giải đấu. Super Bowl được coi là trận đấu cuối cùng của mọi mùa giải NFL kể từ năm 1966, thay thế cho NFL Championship Game trước đó. Kể từ năm 2022, trận đấu được diễn ra vào ngày chủ nhật thứ hai của tháng hai. Những trận siêu cúp trong quá khứ diễn ra vào các ngày Chủ nhật đầu đến giữa tháng một từ năm 1967 đến 1978, cuối tháng một từ năm 1979 đến 2003, và Chủ nhật đầu tiên của tháng hai từ năm 2004 đến 2021. Phần thưởng cho đội thắng cuộc là Cúp Vince Lombardi, chiếc cúp được đặt tên theo huấn luyện viên cùng tên của Green Bay Packers – đội bóng đã giành được hai chiến thắng Super Bowl đầu tiên. Cuối trận đấu, cầu thủ xuất sắc nhất (Most Valuable Player – MVP) sẽ được chọn và trao Cúp Pete-Rozelle, được đặt tên theo cựu ủy viên NFL Pete Rozelle. Các thành viên của đội chiến thắng sẽ được nhận những chiếc nhẫn làm bằng vàng và kim cương. Vì NFL hạn chế sử dụng nhãn hiệu "Super Bowl" nên trận đấu thường được các công ty không tài trợ gọi là "big game" (trận đấu lớn) hoặc các thuật ngữ chung chung khác. Ngày diễn ra trận đấu thường được gọi là "Super Bowl Sunday" (chủ nhật Siêu cúp) hoặc đơn giản hơn là "Super Sunday" (siêu chủ nhật).
Super Bowl được tạo ra như một phần trong thỏa thuận hợp nhất năm 1966 giữa NFL và Giải Bóng bầu dục Mỹ (American Football League – AFL) để các đội bóng xuất sắc nhất cùng tranh chức vô địch. Ban đầu trận Siêu cúp được đặt tên là AFL–NFL World Championship Game cho đến khi biệt danh "Super Bowl" được chấp nhận vào năm 1969, kể từ Super Bowl III. Bốn trận Siêu cúp Bóng bầu dục Mỹ đầu tiên diễn ra từ 1967 đến 1970 trước khi thỏa thuận hợp nhất được thông qua, với NFL và AFL mỗi giải có hai chiến thắng. Sau khi hợp nhất vào năm 1970, 10 đội AFL và 3 đội NFL đã cùng nhau thành lập Liên đoàn Bóng bầu dục Mỹ (American Football Conference – AFC), trong khi 13 đội NFL còn lại thành lập Liên đoàn Bóng bầu dục Quốc gia (National Football Conference – NFC). Tất cả các trận Siêu cúp kể từ Super Bowl V (1971) là trận đấu dành cho hai đội chiến thắng trong vòng tuyển riêng của từng liên đoàn, với AFC và NFC hòa nhau với 27 chiến thắng.
Trong số 32 đội bóng hiện tại của NFL, 20 đội (11 NFC, 9 AFC) đã vô địch Super Bowl và 15 đội (8 AFC, 7 NFC) có nhiều hơn một chức vô địch. Pittsburgh Steelers và New England Patriots của AFC giữ kỷ lục vô địch Super Bowl nhiều nhất với 6 lần; Patriots cũng đang giữ kỷ lục xuất hiện ở Super Bowl nhiều nhất với 11 lần. Với các đội thuộc NFC, Dallas Cowboys và San Francisco 49ers vô địch nhiều nhất với 5 lần mỗi đội, Cowboys cũng xuất hiện nhiều nhất với 8 lần. Patriots và Denver Broncos của AFC giữ kỷ lục có số trận thua nhiều nhất trong Super Bowl với 5 trận. Baltimore Ravens của AFC và Tampa Bay Buccaneers của NFC là hai đội duy nhất bất bại qua nhiều trận Super Bowl, mỗi đội đều vô địch hai giải. Trong số 12 đội chưa bao giờ chiến thắng Siêu cúp, Cleveland Browns, Houston Texans, và Jacksonville Jaguars của AFC và Detroit Lions của NFC là bốn đội duy nhất chưa xuất hiện ở Super Bowl.
Super Bowl là một trong những sự kiện thể thao đơn lẻ được xem nhiều nhất trên thế giới và thường thu hút nhiều khán giả nhất trong tất cả các chương trình truyền hình của Mỹ hằng năm. Super Bowl chỉ đứng sau trận chung kết UEFA Champions League với tư cách là sự kiện thể thao câu lạc bộ thường niên được xem nhiều nhất trên toàn thế giới, hiện bảy chương trình phát sóng được xem nhiều nhất trong lịch sử truyền hình nước Mỹ đều là Super Bowl. Khoảng thời gian dành cho thương mại trong một buổi phát sóng Siêu cúp Bóng bầu dục Mỹ có chi phí cao nhất năm vì sở hữu lượng người xem lớn, điều này dẫn đến việc nhiều thương hiệu tập trung phát triển các quảng cáo giá trị nhất của họ cho chương trình phát sóng Siêu cúp, lượng người xem thương mại trở thành một phần không thể thiếu của Super Bowl. Super Bowl cũng là sự kiện tiêu thụ thực phẩm lớn thứ hai tại Hoa Kỳ, sau lễ Tạ ơn.

## Nguồn gốc

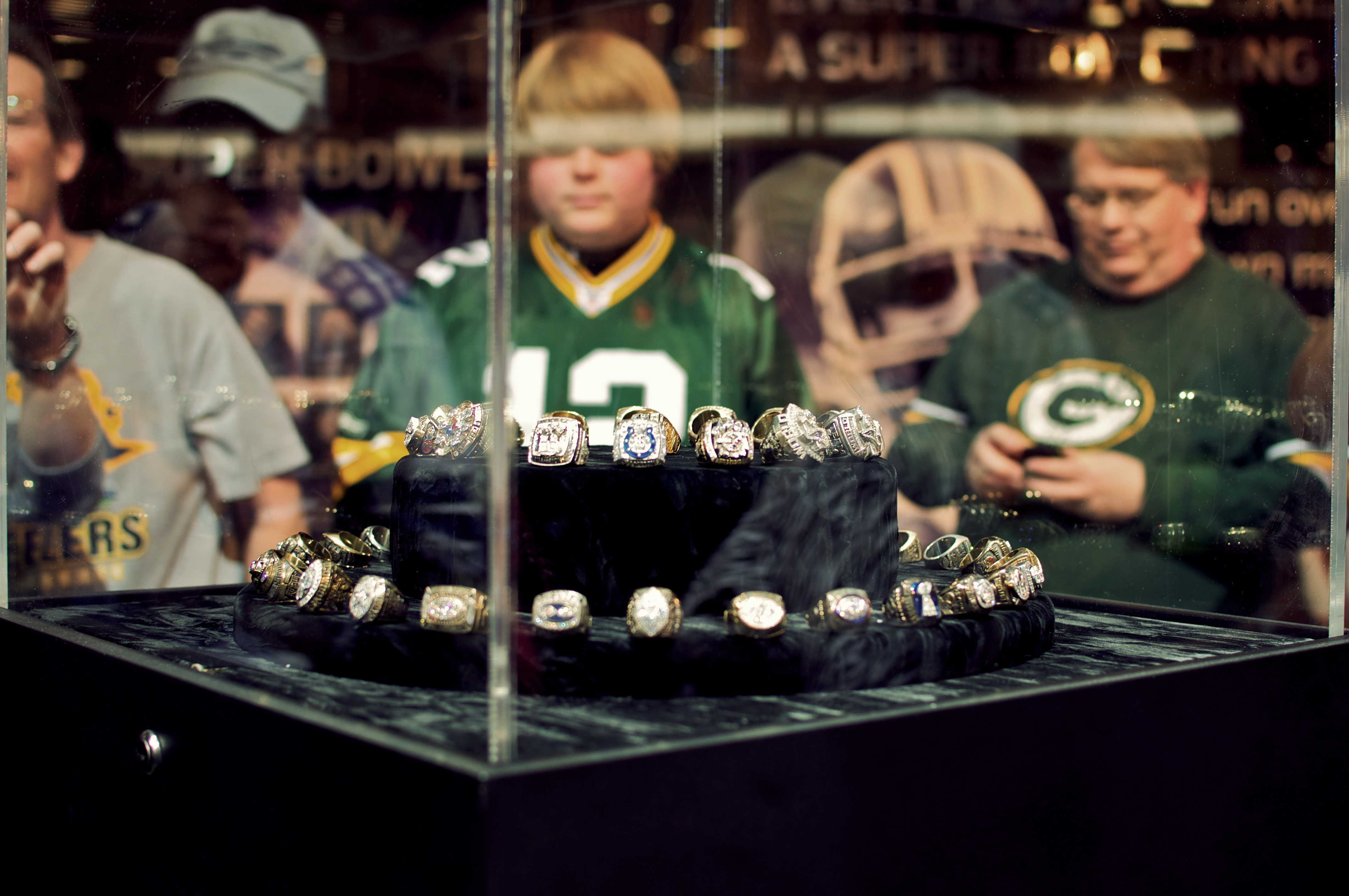
Chiếc nhẫn Super Bowl được trao cho tất cả các thành viên của đội vô địch

## Lịch sử thi đấu

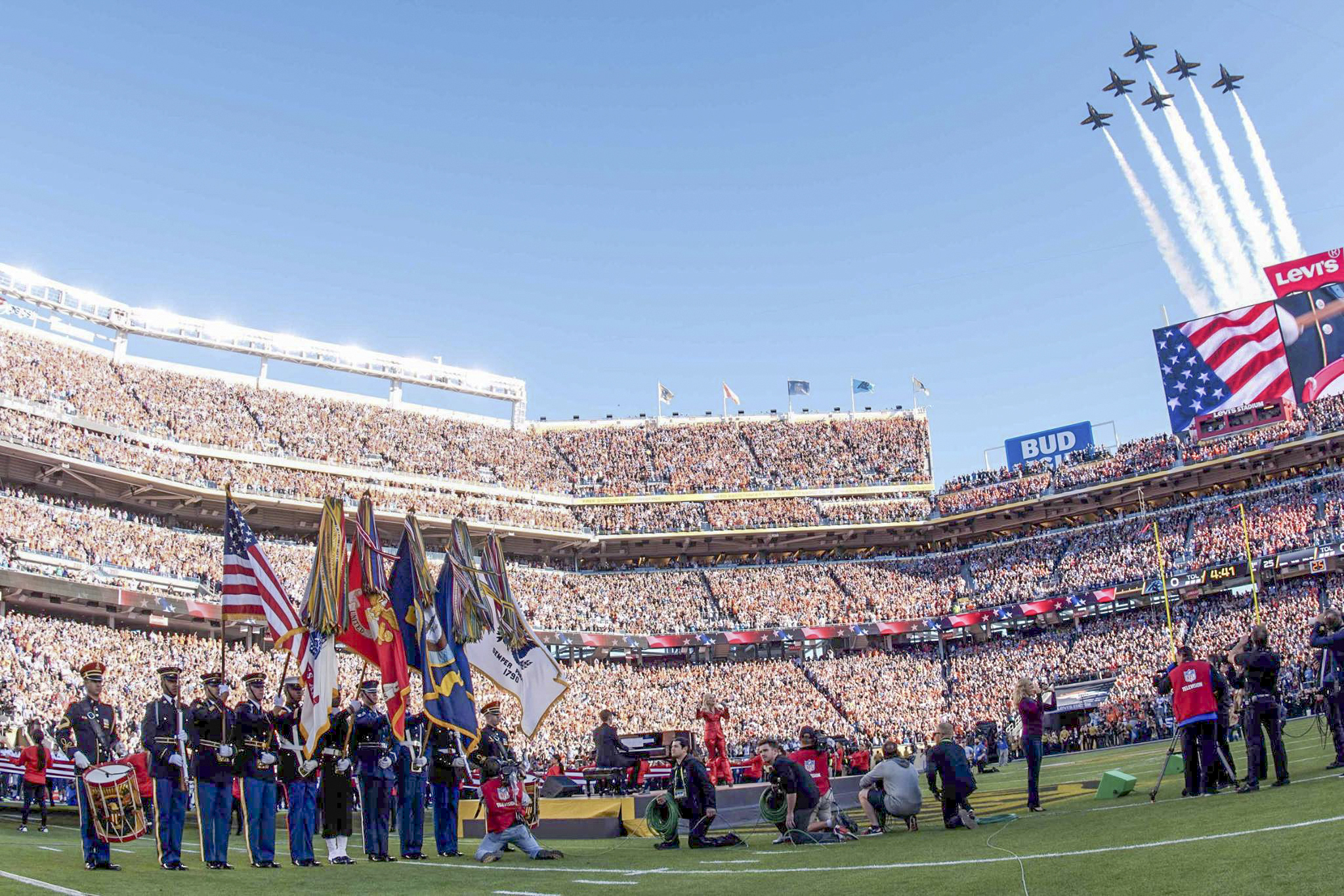
Cuối lễ khai mạc Super Bowl 50

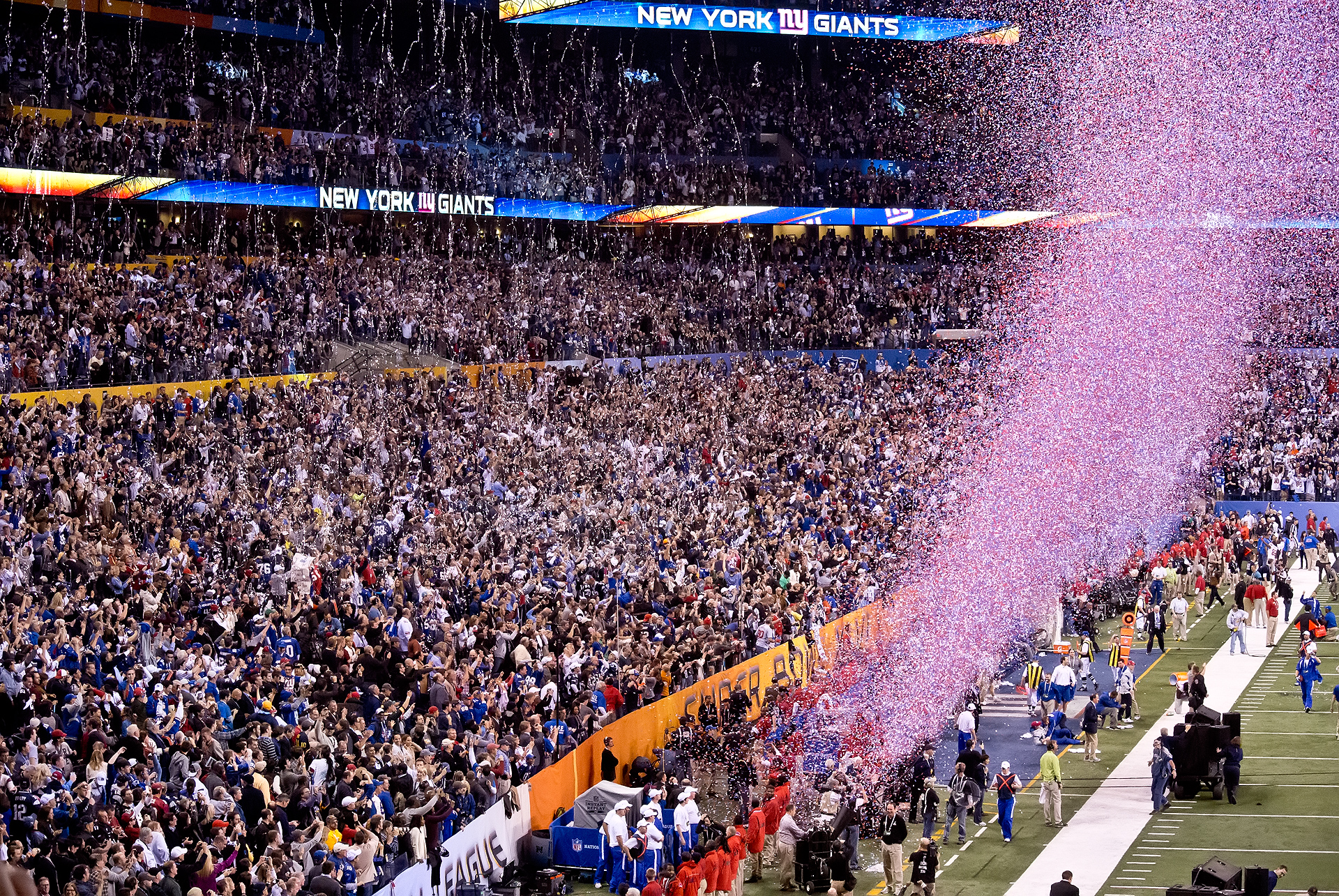
Tung giấy hoa vào cuối trận Super Bowl năm 2012, đội New York Giants chiến thắng

## Tầm ảnh hưởng và tỉ suất truyền hình

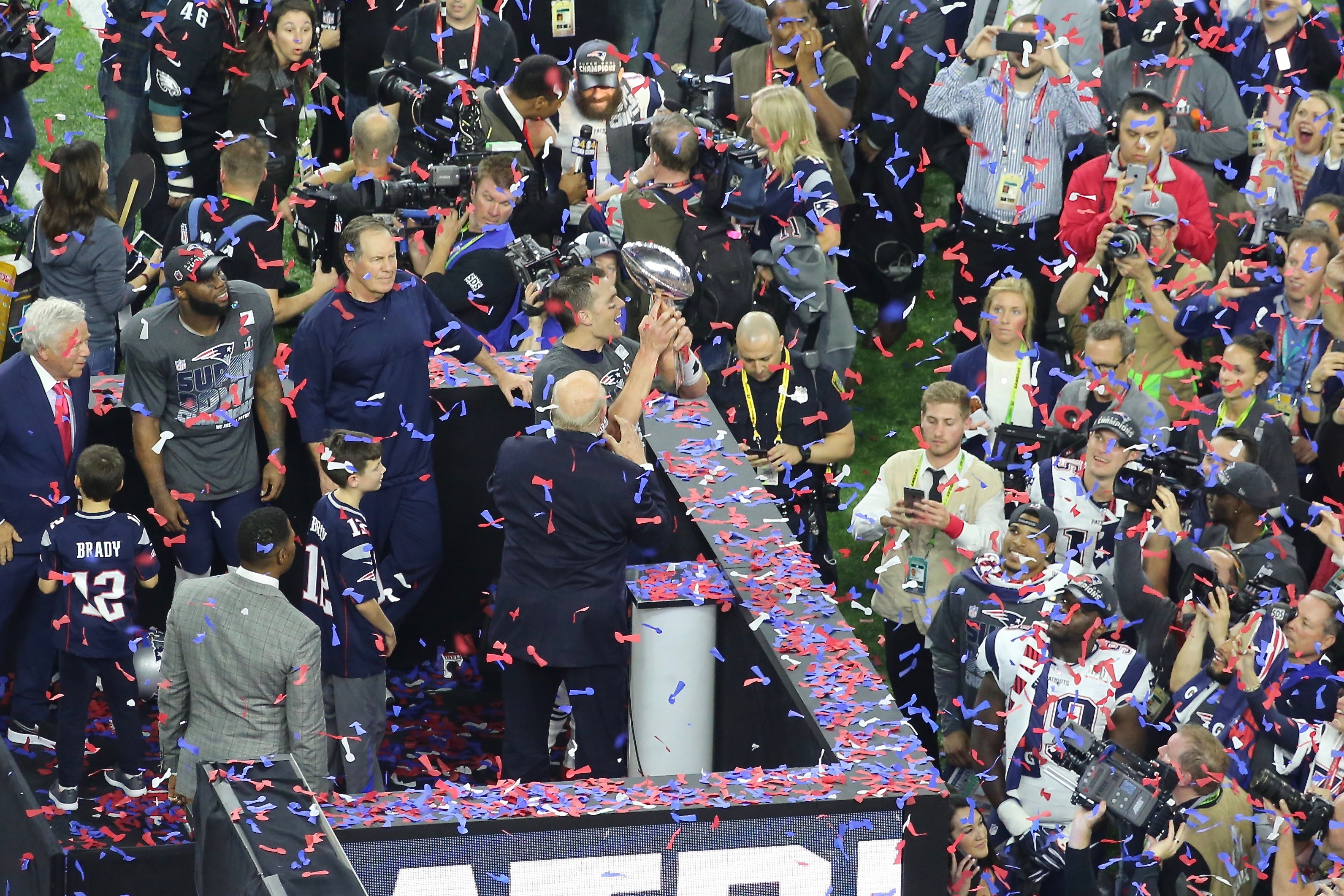
Tiền vệ của New England Patriots và cầu thủ xuất sắc của trận đấu (MVP) Tom Brady, ở giữa, nâng cao chiếc cúp Vince Lombardi sau khi đánh bại Atlanta Falcons trong Superbowl LI (51) năm 2017

## Giải trí

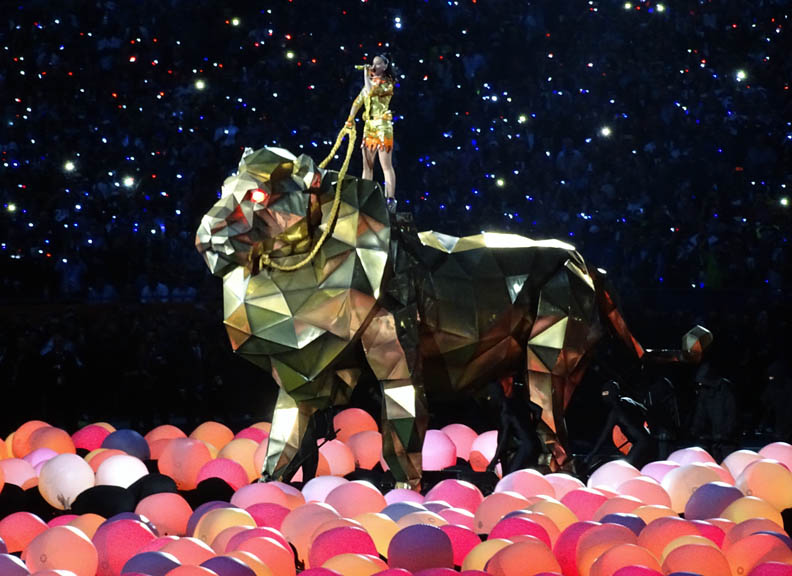
Chương trình giữa hiệp Super Bowl XLIX của Katy Perry là chương trình giữa hiệp được xem nhiều nhất trong lịch sử truyền hình, với hơn 118.5 triệu người xem trực tiếp

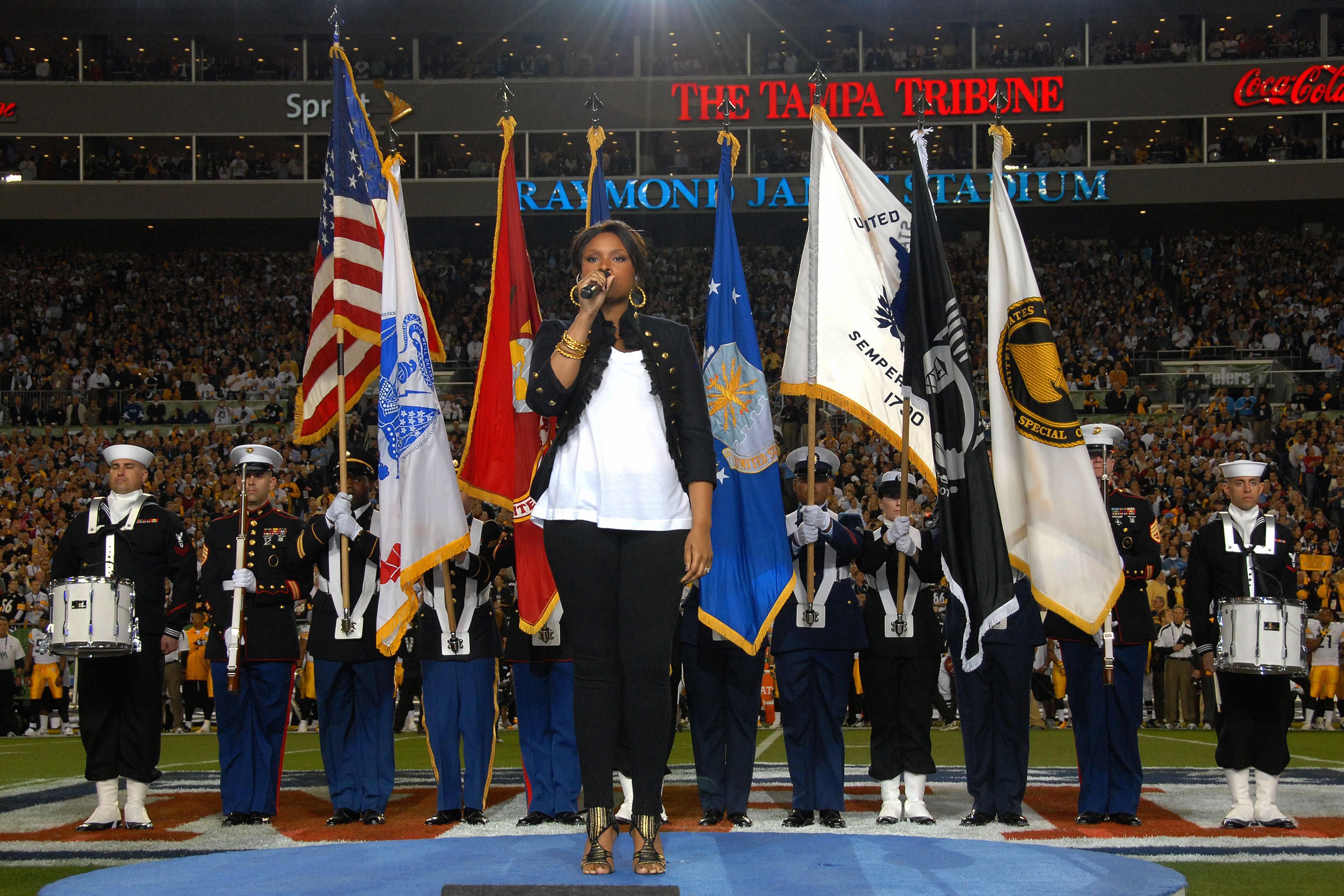
Jennifer Hudson hát quốc ca tại Super Bowl XLIII